# 김민아 (성우)
김민아(1975년 1월 25일 ~ )는 대한민국의 성우이다. 2000년 KBS에 입사했으며, 현재는 KBS 28기이다. 한국방송 성우극회 소속.

## 주요 출연작품

### 애니메이션
- 극상학생회(챔프) - 부회장
- 명탐정 코난(애니맥스) - 오분순
- 치킨 런(KBS)

### 영화
- 볼 폰(KBS)
- 쉘 위 댄스(KBS) - 치카게(나카무라 아야노)
- 처키의 신부(KBS)
- 책상 서랍 속의 동화(KBS) - 학생(민신홍)
- 마틴을 위한 노래(KBS) - 엘린
- 더 셀(KBS)
- 굿바이 레닌(KBS) - 기자(스베아 팀엔더)
- 머시니스트(KBS) - 니콜라스(매튜 로메로 무어)
- 도니 다코(KBS) - 그레첸(지나 말론)
- 투 웡 푸(KBS)
- 포스트 임팩트(KBS)
- 러브 인 텍사스(KBS)
- 컨페션(KBS)

### 외화
- 가면라이더 블레이드 - 사요코

### 방송
- 환타지 특급 - 드래곤 라자(KBS 라디오)